# 本町東 (さいたま市)
本町東（ほんまちひがし）は、埼玉県さいたま市中央区の町名。現行行政地名は本町東一丁目から本町東七丁目である。与野本町駅が位置する。郵便番号は338-0003。

## 地理
埼玉県さいたま市中央区（旧与野市）の中央に位置する。南から北にかけて一丁目から七丁目に分かれている。東の境界は鴻沼川で、下落合にある中央区役所も近い。与野本町駅西口に駅前広場を整備する計画があるが、住宅が建ち並び、実現に至っていない。

### 地価
住宅地の地価は、2019年（平成31年）1月1日の公示地価によれば、本町東2-8-7の地点で29万5000円/m2となっている。

## 歴史
江戸期より存在した旧与野町域と小村田村の東側が現在の本町東である。
- 1889年（明治22年）4月1日 - 町村制施行に伴い、北足立郡与野町・小村田村・下落合村・上落合村・中里村・大戸村・鈴谷村・上峰村・八王子村・円阿弥村が合併し与野町となる[5]。旧与野町域は大字与野、小村田村は大字小村田となる[6]。
- 1940年（昭和15年） - 大字小村田の一部が三橋村へ編入される[6]。
- 1947年（昭和22年）8月30日 - 大字小村田が大字与野に編入される。大字与野の小字小村田となる[6]。
- 1958年（昭和33年）7月15日 - 与野町が市制施行し[7]、与野市大字与野となる。
- 1981年（昭和56年） - 住居表示実施により、大字与野の一部から桜丘が成立[8]。
- 1982年（昭和57年）10月1日 - 住居表示実施により、大字与野、大字八王子、大字円阿弥の各一部[9]から、本町西一丁目から六丁目が成立[8]。
- 1984年（昭和59年）2月1日 - 住居表示実施により、大字与野の一部（本町通り以東）から本町東一丁目から七丁目が成立[8]。
- 1987年（昭和62年）10月1日 - 住居表示実施により、大字与野の残部が下落合の一部となる。大字与野は消滅[8]。
- 2001年（平成13年）5月1日 - 与野市が、大宮市、浦和市と合併しさいたま市となり、同市の町名となる。
- 2003年（平成15年）4月1日 - さいたま市が政令指定都市に移行し、さいたま市中央区の町名となる。

## 世帯数と人口
2017年（平成29年）9月1日現在の世帯数と人口は以下の通りである。
| 丁目         | 世帯数    | 人口     |
| ------------ | --------- | -------- |
| 本町東一丁目 | 508世帯   | 1,036人  |
| 本町東二丁目 | 638世帯   | 1,118人  |
| 本町東三丁目 | 575世帯   | 1,137人  |
| 本町東四丁目 | 860世帯   | 1,799人  |
| 本町東五丁目 | 802世帯   | 1,655人  |
| 本町東六丁目 | 472世帯   | 1,069人  |
| 本町東七丁目 | 1,342世帯 | 3,207人  |
| 計           | 5,197世帯 | 11,021人 |

## 小・中学校の学区
市立小・中学校に通う場合、学区（校区）は以下の通りとなる。
| 丁目         | 番地                                                                                      | 小学校                     | 中学校                   |
| ------------ | ----------------------------------------------------------------------------------------- | -------------------------- | ------------------------ |
| 本町東一丁目 | 全域                                                                                      | さいたま市立与野本町小学校 | さいたま市立与野西中学校 |
| 本町東二丁目 | 全域                                                                                      | さいたま市立与野本町小学校 | さいたま市立与野西中学校 |
| 本町東三丁目 | 全域                                                                                      | さいたま市立与野本町小学校 | さいたま市立与野西中学校 |
| 本町東四丁目 | 1〜7番 8番1〜12・25〜31号 9番1〜12・24〜31号 11〜25番 26番7〜13号 28番1〜3・13号 29〜31番 | さいたま市立与野本町小学校 | さいたま市立与野西中学校 |
| 本町東四丁目 | 8番13〜24号 9番13〜23号、10番 26番1〜6号、27番 28番4〜12号                                | さいたま市立与野八幡小学校 | さいたま市立与野西中学校 |
| 本町東五丁目 | 全域                                                                                      | さいたま市立与野八幡小学校 | さいたま市立与野西中学校 |
| 本町東六丁目 | 全域                                                                                      | さいたま市立与野八幡小学校 | さいたま市立与野西中学校 |
| 本町東七丁目 | 全域                                                                                      | さいたま市立与野八幡小学校 | さいたま市立与野東中学校 |

## 交通
- 埼京線与野本町駅がある。北部の徒歩圏内には北与野駅もある。

### 道路
- 埼玉県道119号与野停車場線（本町坂）
- 埼玉県道165号大谷本郷さいたま線（本町通り）
- 埼玉県道215号宗岡さいたま線（八幡通り）
- 埼玉県道56号さいたまふじみ野所沢線
- たつみ通り[11]
- コミセン通り
- 保健センター通り
- 赤山通り

## 施設
一丁目
- 与野本町駅前公園 - バラが植栽されている。
- 巽児童遊園地

二丁目
- 津島神社
- 与野本町幼稚園
- JAさいたま与野支店

三丁目
- さいたま市立与野本町小学校
- 与野本町郵便局
- 与野本町コミュニティセンター

四丁目
- 休日急患診療所
- 一山神社
- 大和町児童遊園地
- 大和町自治会館
- ゆめいろ保育園
- 保険センター

五丁目
- さいたま市立与野八幡小学校
- 浄土宗 長伝寺
- 日本ピストンリング本社

六丁目
- 埼玉精神神経センター（一部）
- 上町氷川神社

七丁目
- 市立与野本町保育園

## 関連文献
- 「小村田村」『新編武蔵風土記稿』 巻ノ155足立郡ノ21、内務省地理局、1884年6月。NDLJP:764001/6。